# 난장 철로
난장 철로(중국어 간체자: 南疆铁路, 정체자: 南疆鐵路, 병음: Nanjiang Tielu)는 중국 국철 소속의 철도 노선으로, 신장 위구르 자치구 투르판 시의 투르판 역에서 카슈가르시에 위치한 카슈가르 역까지를 잇는다. 총연장은 1446.37km이며 전체 노선이 우루무치 철로국 산하에 있다.

## 노선
난장철로는 투르판에서 출발하여 남서쪽으로 향하며, 경로는 실크로드의 중간 구간과 거의 동일하다. 철로는 톈산산맥의 남쪽 기슭과 타클라마칸 사막의 북쪽 가장자리를 따라 코를라와 악수를 지나 신장 서쪽 끝에 있는 카슈가르 역까지 이어진다. 코를라와 악수 사이의 계획된 연간 운송 능력은 연간 1,200 만 톤이며, 1일 4회 운행한다. 또 악수에서 카슈가르까지는 연간 1,000 만 톤, 1일 3회 운행한다.

## 역 목록
| 역명                  | 중국어       | 영업 거리 (km) | 행정 구역   | 행정 구역              |
| --------------------- | ------------ | -------------- | ----------- | ---------------------- |
|                       |              |                |             |                        |
| 투르판 역 란신 철로   | 吐鲁番       | 0              | 가오창 구   | 투르판 시              |
| Longpan               | 龙盘         |                | 가오창 구   | 투르판 시              |
| Tiequan               | 铁泉         |                | 가오창 구   | 투르판 시              |
| Zhenzhuquan           | 珍珠泉       |                | 가오창 구   | 투르판 시              |
| Hongshanqu            | 红山渠       |                | 가오창 구   | 투르판 시              |
| Toksun                | 托克逊       |                | 토크순 현   | 투르판 시              |
| Wangbu                | 望布         |                | 토크순 현   | 투르판 시              |
| Burjiayi              | 布尔加依     |                | 토크순 현   | 투르판 시              |
| Yurgou                | 鱼儿沟       |                | 다반청 구   | 우루무치 시            |
| Zulumutai             | 祖鲁木台     |                | 토크순 현   | 투르판 시              |
| Kargante              | 喀尔干特     |                | 토크순 현   | 투르판 시              |
| Xiageze               | 夏格泽       |                | 토크순 현   | 투르판 시              |
| Xingyuan              | 星源         |                | 토크순 현   | 투르판 시              |
| Guoguang              | 国光         |                | 셰징 현     | 바인골린 몽골 자치주   |
| Alagou                | 阿拉沟       |                | 셰징 현     | 바인골린 몽골 자치주   |
| Kulin'aman            | 库林阿曼     |                | 셰징 현     | 바인골린 몽골 자치주   |
| Dedaigou              | 德代沟       |                | 셰징 현     | 바인골린 몽골 자치주   |
| Dewentuo              | 德文托盖     |                | 셰징 현     | 바인골린 몽골 자치주   |
| Zhahesala             | 扎和萨拉     |                | 셰징 현     | 바인골린 몽골 자치주   |
| Wusite                | 乌斯特       |                | 셰징 현     | 바인골린 몽골 자치주   |
| Harge                 | 哈尔格       |                | 셰징 현     | 바인골린 몽골 자치주   |
| Shengliqiao           | 胜利桥       |                | 셰징 현     | 바인골린 몽골 자치주   |
| Shangxinguang         | 上新光       |                | 셰징 현     | 바인골린 몽골 자치주   |
| Xiaxinguang           | 下新光       |                | 셰징 현     | 바인골린 몽골 자치주   |
| Haranggu              | 哈让古       |                | 셰징 현     | 바인골린 몽골 자치주   |
| Baluntai              | 巴伦台       |                | 셰징 현     | 바인골린 몽골 자치주   |
| Husitai               | 胡斯台       |                | 셰징 현     | 바인골린 몽골 자치주   |
| Daxigou               | 大西沟       |                | 셰징 현     | 바인골린 몽골 자치주   |
| Tianqiaonan           | 天桥南       |                | 셰징 현     | 바인골린 몽골 자치주   |
| Mogatu                | 莫嘎图       |                | 셰징 현     | 바인골린 몽골 자치주   |
| Hejing                | 和静         | 369            | 셰징 현     | 바인골린 몽골 자치주   |
| Bakeshu               | 八棵树       |                | 셰징 현     | 바인골린 몽골 자치주   |
| Xingfutan             | 幸福滩       |                | 셰징 현     | 바인골린 몽골 자치주   |
| Yanqi                 | 焉耆         | 400            | 옌치 현     | 바인골린 몽골 자치주   |
| 바오얼하이 역         | 包尔海       |                | 옌치 현     | 바인골린 몽골 자치주   |
| Ziniquan              | 紫泥泉       |                | 옌치 현     | 바인골린 몽골 자치주   |
| Tashidian             | 塔什店       |                | 코를라 시   | 바인골린 몽골 자치주   |
| Yunya                 | 云崖         |                | 코를라 시   | 바인골린 몽골 자치주   |
| 코를라 역             | 库尔勒       | 457            | 코를라 시   | 바인골린 몽골 자치주   |
| 쿠베이 역             | 库北         |                | 코를라 시   | 바인골린 몽골 자치주   |
| 쿠시 역               | 库西         |                | 코를라 시   | 바인골린 몽골 자치주   |
| Xiaota                | 肖塔         |                | 코를라 시   | 바인골린 몽골 자치주   |
| Kuluke                | 库鲁克       |                | 부구르 현   | 바인골린 몽골 자치주   |
| Yeyungou              | 野云沟       |                | 부구르 현   | 바인골린 몽골 자치주   |
| Cedaya                | 策达雅       |                | 부구르 현   | 바인골린 몽골 자치주   |
| Yangxia               | 阳霞         |                | 부구르 현   | 바인골린 몽골 자치주   |
| Talake                | 塔拉克       |                | 부구르 현   | 바인골린 몽골 자치주   |
| Luntai                | 轮台         |                | 부구르 현   | 바인골린 몽골 자치주   |
| Erbatai               | 二八台       |                | 쿠차 현     | 악수 지구              |
| Yakela                | 雅克拉       |                | 쿠차 현     | 악수 지구              |
| Yaha                  | 牙哈         |                | 쿠차 현     | 악수 지구              |
| 쿠차 역               | 库车         | 740            | 쿠차 현     | 악수 지구              |
| 쿠차 서역 쿠어 철로   | 库车西       |                | 쿠차 현     | 악수 지구              |
| Xinhe                 | 新和         | 779            | 토크수 현   | 악수 지구              |
| Yisekesu              | 伊斯克苏     |                | 토크수 현   | 악수 지구              |
| Terxike               | 特尔希克     |                | 토크수 현   | 악수 지구              |
| Yangtake Kuduke       | 羊塔克库都克 |                | 토크수 현   | 악수 지구              |
| Xianshuigou           | 咸水沟       |                | 온수 현     | 악수 지구              |
| Kalayurgun            | 喀拉玉尔滚   |                | 온수 현     | 악수 지구              |
| Paman                 | 帕满         |                | 온수 현     | 악수 지구              |
| 악수 역               | 阿克苏       | 983            | 악수 시     | 악수 지구              |
| Sanjiaodi             | 三角地       |                | 악수 시     | 악수 지구              |
| Jinyinchuan           | 金银川       |                | 악수 시     | 악수 지구              |
| Kalpin                | 柯坪         |                | 칼핀 현     | 악수 지구              |
| Yijianfeng            | 一间房       |                | 마랄베시 현 | 카슈가르 지구          |
| Bachu                 | 巴楚         | 1,200          | 마랄베시 현 | 카슈가르 지구          |
| Wudaoban              | 五道班       |                | 마랄베시 현 | 카슈가르 지구          |
| Xiger                 | 西格尔       |                | 아투스 시   | 키질수 키르기스 자치주 |
| Bapanmo               | 八盘磨       |                | 아투스 시   | 키질수 키르기스 자치주 |
| 아투스 역             | 阿图什       | 1,410          | 아투스 시   | 키질수 키르기스 자치주 |
| 카슈가르 역 카허 철로 | 喀什         | 1,445          | 카슈가르 시 | 카슈가르 지구          |

## 사진

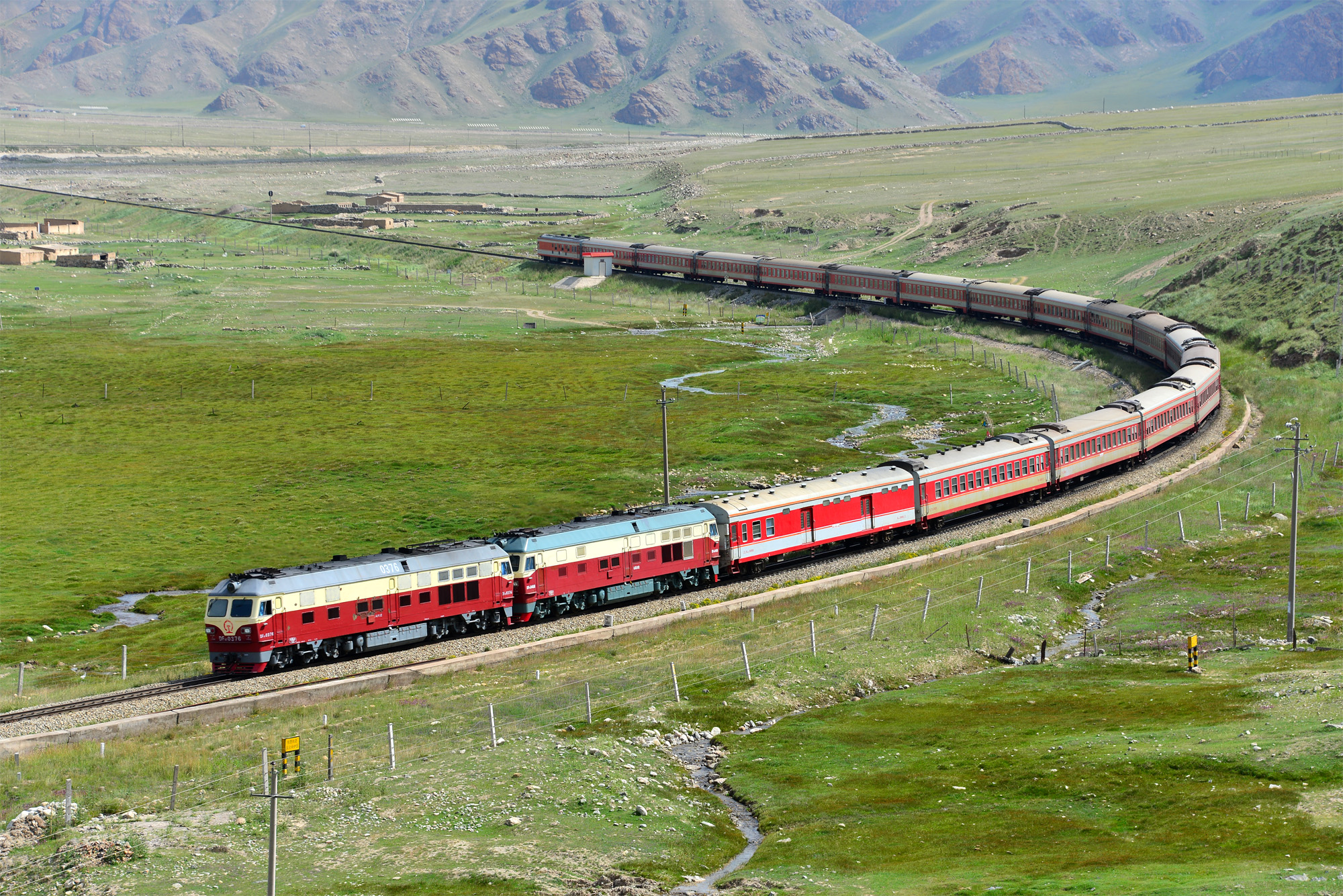
선로를 달리는 K169 열차
허징현의 톈산산맥 사이에서 달리는 열차
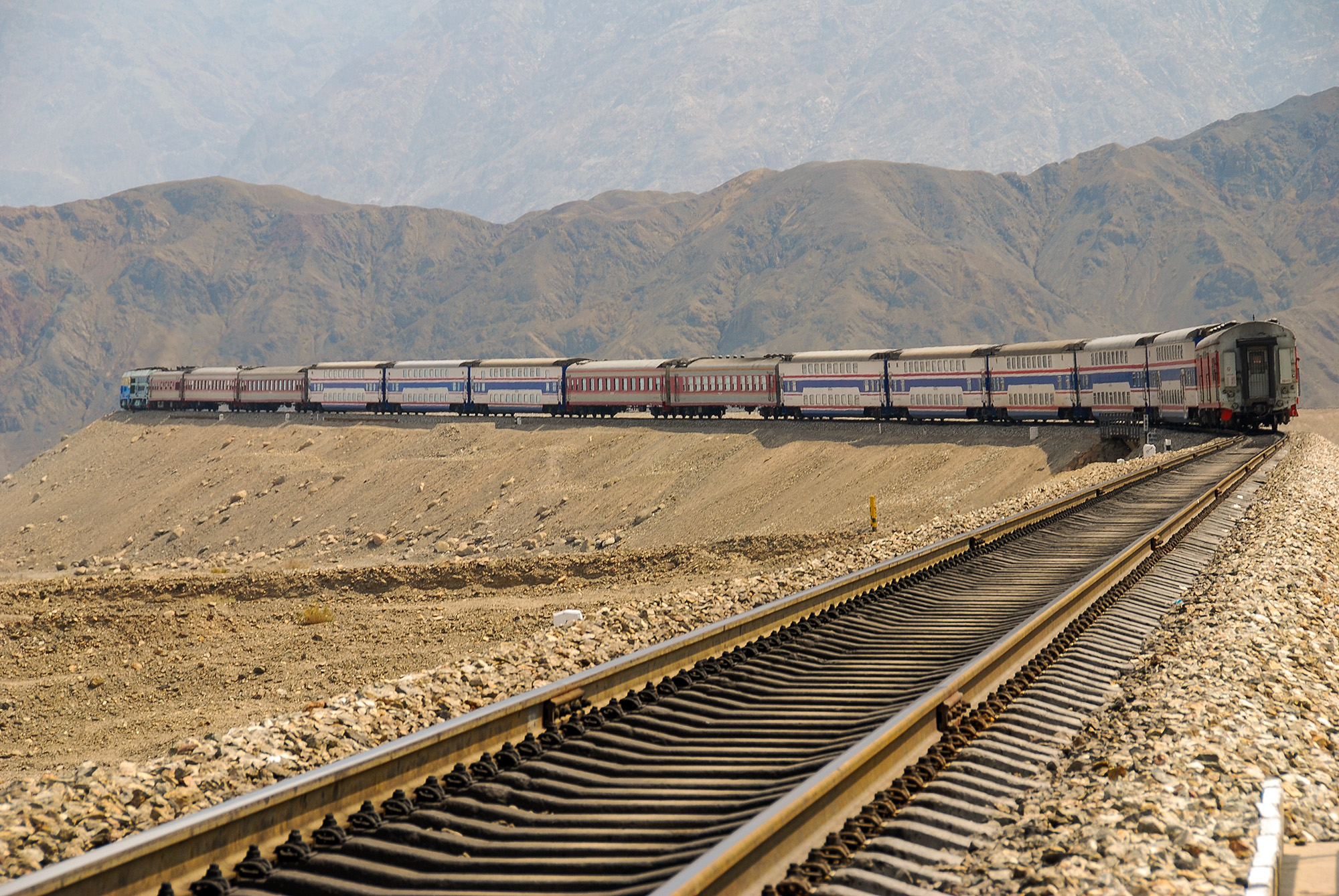
투르판 시의 산 사이에서 달리는 열차
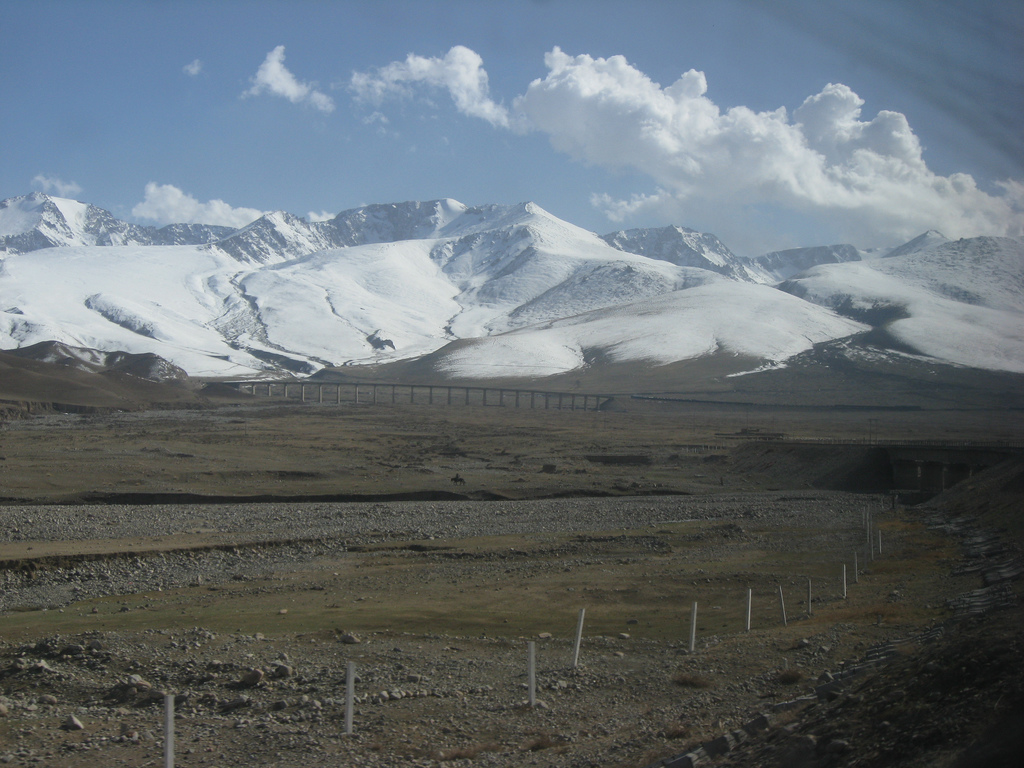
겨울에 촬영한 허징현 구간
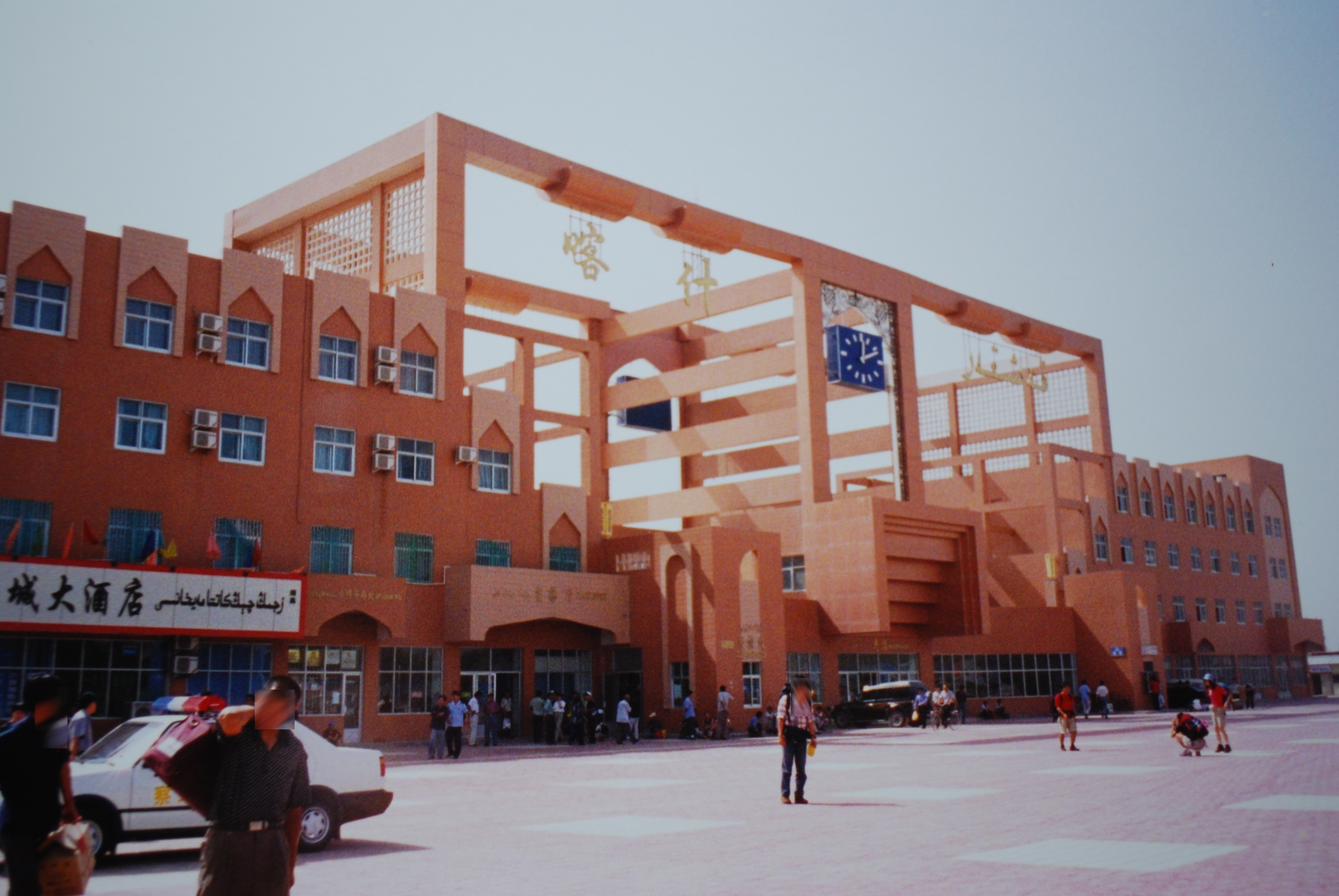
카슈가르 역